# Sylvain Estibal
Sylvain Estibal (Montevideo, 13 marzo 1967) è un giornalista, scrittore e regista uruguaiano naturalizzato francese che nel 2012 ha vinto il Premio César per il film Un insolito naufrago nell'inquieto mare d'oriente.

## Biografia
Sylvain Estibal è autore di diversi libri sul deserto. Tra questi un romanzo sugli ultimi giorni della vita del pilota Bill Lancaster nel 2009 è stato trasformato nel film L'ultimo volo, interpretato da Guillaume Canet e Marion Cotillard.

## Opere
- Méharées: esplorazioni nel vero Sahara, 1994 (ISBN 2760921662)
- Terra e Cielo, interviste con Théodore Monod, Actes Sud, 1997.
- L'ultimo viaggio di Lancaster, Actes Sud, 2003 (ISBN 2742744436)
- Shipwrecked 2007 (ISBN 2844205240)
- Signore 2009, Actes Sud (ISBN 9782742782819)

## Filmografia
- 2011: Un insolito naufrago nell'inquieto mare d'oriente (Le cochon de Gaza).